# Moora Shire
Koordinaten: 30° 38′ S, 116° 0′ O

Das Shire of Moora ist ein lokales Verwaltungsgebiet (LGA) im australischen Bundesstaat Western Australia. Das Gebiet ist 3767 km² groß und hat etwa 2500 Einwohner (2016).
Moora liegt im westaustralischen "Weizengürtel" im Westen des Staats etwa 150 Kilometer nördlich der Hauptstadt Perth. Der Sitz des Shire Councils befindet sich in der Stadt Moora, wo 1500 Einwohner leben (2016). Zum Gebiet gehört der Lake Dalaroo.

## Verwaltung
Der Moora Council hat neun Mitglieder. Sie werden von allen Bewohnern der LGA gewählt. Moora ist nicht in Bezirke unterteilt. Aus dem Kreis der Councillor rekrutiert sich auch der Ratsvorsitzende und Shire President.